# Віктор Касерес
Ві́ктор Хав'є́р Ка́серес Центу́ріон (ісп. Víctor Javier Cáceres Centurión; нар. 25 березня 1985, Асунсьйон, Парагвай) — парагвайський футболіст, півзахисник «Лібертад» та збірної Парагваю. Учасник чемпіонату світу з футболу 2010 року.

## Титули і досягнення
- Чемпіон Парагваю (6):

«Лібертад»: 2006, 2007, 2008А, 2008К, 2010К
«Серро Портеньйо»: 2017К
- Володар Кубок Бразилії (1):

«Фламенгу»: 2013
- Чемпіон Катару (1):

«Ар-Райян»: 2015–16
Збірні
- Срібний призер Кубка Америки: 2011